# Provespa
Provespa – rodzaj owadów z rodziny osowatych (Vespidae). Od innych osowatych odróżnia je odległość zewnętrznych przyoczek od oka złożonego – jest mniejsza niż odległość pomiędzy przyoczkami. Osy z tego rodzaju występują w Azji Południowej. Prowadzą nocny tryb życia.

## Klasyfikacja
Gatunki zaliczane do tego rodzaju:
- Provespa anomala
- Provespa barthelemyi
- Provespa nocturna

Gatunkiem typowym jest Vespa dorylloides (= Vespa anomala).